# The Singing Detective (film 2003)
The Singing Detective è un film del 2003 diretto da Keith Gordon, e interpretato da Robert Downey Jr. Il film è tratto dalla omonima serie televisiva britannica, The Singing Detective (1986).

## Trama
Dal suo letto d'ospedale, Dan Dark, uno scrittore afflitto da una grave eruzione cutanea (psoriasi), si sottopone alle visite delle infermiere e di un bizzarro psicanalista. Le sedute di cure fanno emergere il profondo legame esistente tra il suo libro più famoso (the singing detective) e i traumi infantili causati da una turbolenta vita familiare.
Il film si svolge attraverso un continuo alternarsi tra la vita di Dark all'interno della clinica e la storia del protagonista del suo libro "the singing detective": quella del detective Dan Dark (il detective ha lo stesso nome del suo autore).
La storia del libro è ambientata negli anni cinquanta quando l'eccentrico investigatore, oltre a svolgere il ruolo di detective, è anche frontman di un gruppo musicale.

## Curiosità
Downey e Gibson avevano già lavorato insieme nel 1990 in Air America.